# Campeonato Europeu de Hóquei em Patins Masculino de 1994
O Campeonato Europeu de 1994 foi a 41.ª edição do Campeonato Europeu de Hóquei em Patins. Esta competição é organizada pelo CERH.

## Participantes
| País       | Participação | Melhor Resultado                                                                                                |
| Portugal   | 36.ª         | Campeão (1947, 1948, 1949, 1950, 1952, 1956, 1959, 1961, 1963, 1965, 1967, 1971, 1973, 1975, 1977, 1987 e 1992) |
| Itália     | 39.ª         | Campeão (1953 e 1990)                                                                                           |
| Espanha    | 29.ª         | Campeão (1951, 1954, 1955, 1957, 1969, 1979, 1981, 1983 e 1985)                                                 |
| Alemanha   | 37.ª         | 2.º Lugar (1932 e 1934)                                                                                         |
| França     | 40.ª         | 2.º Lugar (1926, 1927, 1928, 1930 e 1931)                                                                       |
| Suíça      | 41.ª         | 2.º Lugar (1937)                                                                                                |
| Holanda    | 27.ª         | 3.º Lugar (1963, 1967, 1969 e 1981)                                                                             |
| Andorra    | 2.ª          | 8.º Lugar (1994)                                                                                                |
| Bélgica    | 37.ª         | 2.º Lugar (1947)                                                                                                |
| Inglaterra | 41.ª         | Campeão (1926, 1927, 1928, 1929, 1930, 1931, 1932, 1934, 1936, 1937, 1938 e 1939)                               |
| Irlanda    | 5.ª          | 10.º Lugar (1951)                                                                                               |
| Áustria    | 1.ª          | - |
| Rússia     | 1.ª          | - |
| ---------- | ------------ | --- |

## Fase de Grupos

### Grupo A
|            | Portugal | Espanha | Países Baixos | Bélgica | Inglaterra | Rússia |
| ---------- | -------- | ------- | ------------- | ------- | ---------- | ------ |
| Portugal   |          | 2-3     | 9-1           | 30-1    | 28-0       | 45-1   |
| Espanha    |          |         | 1-2           | 22-0    | 9-0        | 61-0   |
| Holanda    |          |         |               | 7-0     | 8-0        | 18-1   |
| Bélgica    |          |         |               |         | 3-1        | 12-6   |
| Inglaterra |          |         |               |         |            | 15-1   |
| Rússia     |          |         |               |         |            |        |

| CI. | Equipa     | Pts | J | V | E | D | GM  | GS  | DG   |
| --- | ---------- | --- | - | - | - | - | --- | --- | ---- |
| 1.º | Portugal   | 8   | 5 | 4 | 0 | 1 | 114 | 6   | 108  |
| 2.º | Espanha    | 8   | 5 | 4 | 0 | 1 | 96  | 4   | 92   |
| 3.º | Holanda    | 8   | 5 | 4 | 0 | 1 | 36  | 11  | 25   |
| 4.º | Bélgica    | 4   | 5 | 2 | 0 | 3 | 16  | 66  | -50  |
| 5.º | Inglaterra | 2   | 5 | 1 | 0 | 4 | 16  | 49  | -33  |
| 6.º | Rússia     | 0   | 5 | 0 | 0 | 5 | 9   | 151 | -142 |

### Grupo B
|          | Itália | França | Suíça | Alemanha | Andorra | Áustria | República da Irlanda |
| -------- | ------ | ------ | ----- | -------- | ------- | ------- | -------------------- |
| Itália   |        | 6-2    | 3-1   | 14-6     | 14-0    | 18-1    | 27-0                 |
| França   |        |        | 3-4   | 4-3      | 5-2     | 13-2    | 39-1                 |
| Suíça    |        |        |       | 3-4      | 3-1     | 9-1     | 31-0                 |
| Alemanha |        |        |       |          | 4-4     | 9-2     | 35-1                 |
| Andorra  |        |        |       |          |         | 5-2     | 13-2                 |
| Áustria  |        |        |       |          |         |         | 14-2                 |
| Irlanda  |        |        |       |          |         |         |                      |

| CI. | Equipa   | Pts | J | V | E | D | GM | GS  | DG   |
| --- | -------- | --- | - | - | - | - | -- | --- | ---- |
| 1.º | Itália   | 12  | 6 | 6 | 0 | 0 | 82 | 10  | 72   |
| 2.º | Suíça    | 8   | 6 | 4 | 0 | 2 | 51 | 12  | 39   |
| 3.º | França   | 8   | 6 | 4 | 0 | 2 | 66 | 18  | 48   |
| 4.º | Alemanha | 7   | 6 | 3 | 1 | 2 | 61 | 28  | 33   |
| 5.º | Andorra  | 5   | 6 | 2 | 1 | 3 | 25 | 30  | -5   |
| 6.º | Áustria  | 2   | 6 | 1 | 0 | 5 | 22 | 56  | -34  |
| 7.º | Irlanda  | 0   | 6 | 0 | 0 | 6 | 6  | 159 | -153 |

## Fase Final

### 11.º a 13.º Lugar
|  | Eliminatória | Eliminatória |   |         | 11.º e 12.º Lugar | 11.º e 12.º Lugar |  |
|  |              |              |   |         |                   |                   |  |
|  |              |              |   |         |                   |                   |  |
|  | Áustria      | -            |   |         |                   |                   |  |
|  | Bye          | -            |   |         |                   |                   |  |
|  |              |              |   |         |                   |                   |  |
|  |              |              |   |         |                   |                   |  |
|  |              |              |   |         | Áustria           | 10                |  |
|  |              | Rússia       | 5 |         |                   |                   |  |
|  |              |              |   |         |                   |                   |  |
|  |              |              |   |         |                   |                   |  |
|  |              |              |   |         | 13.º Lugar        |                   |  |
|  |              |              |   |         |                   |                   |  |
|  | Rússia       | 9            |   | Irlanda |                   |                   |  |
|  | Irlanda      | 4            |   |         |                   |                   |  |

### 5.º a 10.º Lugar
| CI. | Vencedor   | vs  | Vencido | CI.  |
| --- | ---------- | --- | ------- | ---- |
| 9.º | Inglaterra | 5-4 | Andorra | 10.º |
| 7.º | Alemanha   | 6-5 | Bélgica | 8.º  |
| 5.º | Holanda    | 6-5 | França  | 6.º  |

### Apuramento do Campeão
|  | Meias Finais          | Meias Finais          |         |                       | Final                 | Final   |  |
|  |                       |                       |         |                       |                       |         |  |
|  | 3 de Dezembro de 1994 |                       |         |                       |                       |         |  |
|  | Portugal              | 6                     |         |                       |                       |         |  |
|  | Suíça                 | 3                     |         |                       |                       |         |  |
|  |                       |                       |         |                       |                       |         |  |
|  |                       |                       |         |                       | 4 de Dezembro de 1994 |         |  |
|  |                       |                       |         |                       | Portugal              | 1 (3) G |  |
|  |                       | Espanha               | 1 (1) P |                       |                       |         |  |
|  |                       |                       |         |                       |                       |         |  |
|  |                       |                       |         |                       |                       |         |  |
|  |                       |                       |         |                       | 3.º e 4.º Lugar       |         |  |
|  | 3 de Dezembro de 1994 | 3 de Dezembro de 1994 |         | 4 de Dezembro de 1994 | 4 de Dezembro de 1994 |         |  |
|  | Espanha               | 3                     |         | Suíça                 | 0                     |         |  |
|  | Itália                | 2                     |         |                       | Itália                | 3       |  |

## Classificação final
| Lugar | Seleção    | J | V | E | D | GM  | GS  | Dif. |
| ----- | ---------- | - | - | - | - | --- | --- | ---- |
|       | Portugal   | 7 | 5 | 1 | 1 | 121 | 10  | +111 |
|       | Espanha    | 7 | 5 | 1 | 1 | 100 | 7   | +93  |
|       | Itália     | 8 | 7 | 0 | 1 | 87  | 13  | +74  |
| 4     | Suíça      | 8 | 4 | 0 | 4 | 54  | 21  | +33  |
| 5     | Holanda    | 6 | 5 | 0 | 1 | 42  | 16  | +26  |
| 6     | França     | 7 | 4 | 0 | 3 | 71  | 24  | +47  |
| 7     | Alemanha   | 7 | 4 | 1 | 2 | 67  | 33  | +34  |
| 8     | Bélgica    | 6 | 2 | 0 | 4 | 21  | 72  | -51  |
| 9     | Inglaterra | 6 | 2 | 0 | 4 | 21  | 53  | -32  |
| 10    | Andorra    | 7 | 2 | 1 | 4 | 29  | 35  | -6   |
| 11    | Áustria    | 7 | 2 | 0 | 5 | 32  | 61  | -29  |
| 12    | Rússia     | 7 | 1 | 0 | 6 | 23  | 165 | -142 |
| 13    | Irlanda    | 7 | 0 | 0 | 7 | 10  | 168 | -158 |

| Campeões Europeus 1992 |
| ---------------------- |
| Portugal               |
| PORTUGAL 18.º Título   |